# Nguyễn Văn Cốc

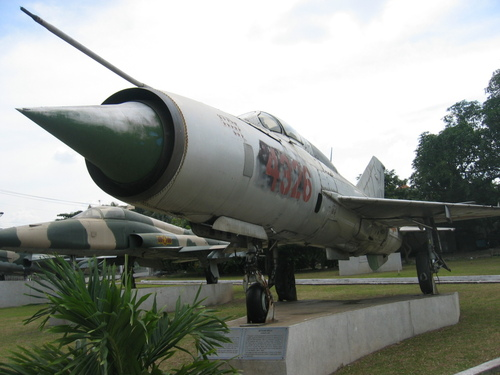
MiG-21 o numerze bocznym 4326, na którym 7 maja 1968 roku latał Nguyễn Văn Cốc. Samolot obecnie znajduje się w Muzeum Sił Powietrznych w Ho Chi Minh

Nguyễn Văn Cốc (ur. 1943) – wietnamski pilot myśliwski, najskuteczniejszy as wojny wietnamskiej z dziewięcioma zestrzeleniami na koncie, z których siedem jest potwierdzonych przez stronę amerykańską.

## Historia
Nguyễn Văn Cốc urodził się w 1943 roku w dystrykcie Việt Yên w prowincji Bắc Giang. W 1947 roku stracił ojca, lokalnego przywódcę Việt Minhu, którego zabili francuscy żołnierze. Po utworzeniu Demokratycznej Republiki Wietnamu przyszły as myśliwski uczęszczał do szkoły w Bắc Giang. 
W 1961 roku wstąpił do Không Quân Nhân Dân Việt Nam – Wietnamskich Ludowych Sił Powietrznych. Wraz z grupą 120 kadetów wyjechał do Związku Radzieckiego, gdzie odbył przeszkolenie na MiG-u-17. Po powrocie do Wietnamu został skierowany do 921. Pułku Lotnictwa Myśliwskiego „Sao Đỏ” (Czerwona Gwiazda). Wrócił do ZSRR, aby w grupie dwunastu pilotów przejść szkolenie na samolocie MiG-21. W 1965 roku Nguyễn Văn Cốc powrócił do kraju, w którym amerykańskie lotnictwo dokonywało bombardowań w ramach operacji „Rolling Thunder”. 14 grudnia 1966 odbył swój pierwszy lot bojowy jako skrzydłowy pilota Dong Van Do. Tego samego dnia zgłosił również swoje pierwsze zestrzelenie amerykańskiego samolotu myśliwsko-bombowego Republic F-105 Thunderchief. Jednak zwycięstwo to nie zostało uznane. 
Zaskakująca skuteczność wietnamskich MiG-ów wzbudziła kontrakcję amerykańskiego lotnictwa. 2 stycznia 1967 roku myśliwskie McDonnell Douglas F-4 Phantom II z 8th Tactical Fighter Wing (TFW) wyleciały w kierunku Hanoi w szyku symulującym wyprawę bombową F-105. Wietnamczycy spóźnili się ze startem i dolatując na miejsce przechwycenia amerykańskich "bombowców", wpadli na lecące w ich kierunku amerykańskie rakiety. Amerykanie zgłosili zestrzelenie siedmiu wrogich maszyn, Wietnamczycy przyznają się do utraty pięciu MiG-ów 21. Pomimo pogromu wszyscy zestrzeleni piloci zdołali bezpiecznie opuścić własne maszyny. Wśród zestrzelonych tego dnia Wietnamczyków znalazł się Nguyễn Văn Cốc. 
- Pierwszym potwierdzonym zwycięstwem powietrznym przyszłego asa było zestrzelenie 30 kwietnia 1967 roku samolotu F-105D o numerze seryjnym 59-1726 z 354th Tactical Fighter Squadron (TFS). Za jego sterami siedział porucznik Robert Archie Abbott, który po bezpiecznym katapultowaniu się i opadnięciu na ziemię trafił do niewoli.
- 23 sierpnia 1967 roku formacja dziewięciu kluczy F-105 oraz czterech kluczy F-4 (w tym jednego klucza przeznaczonego do osłony) wykonywała misję, której celem było zbombardowanie lokomotywowni w Yên Viên. Wietnamczycy na przechwycenie wysłali parę MiG-ów 21 i osiem MiG-17. W celu uniknięcia wykrycia przez monitorujący przestrzeń powietrzną samolot Lockheed EC-121 Warning Star wietnamskie samoloty wykonywały lot na bardzo niskim pułapie. Po zajęciu odpowiedniej pozycji samoloty wzniosły się na wysokość 3000 metrów i odpaliły swoje rakiety. Pilot prowadzący parę MiG-ów Nguyễn Nhật Chiêu i jego skrzydłowy Nguyễn Văn Cốc zestrzelili po jednym amerykańskim samolocie. Nguyễnowi Văn Cốc przypisuje się zestrzelenie Phantoma F-4D o numerze seryjnym 66-0247 z 555th TFS ze składu 8th TFW. Pilot Phantoma, major Charles R. Tyler bezpiecznie się katapultował a po opadnięciu na ziemię dostał się do niewoli. Jego operator uzbrojenia, kapitan Ronald N. Sittner zginął. Wietnamska para przeprowadziła kolejny atak na amerykańską formację. Wystrzelona przez prowadzącego rakieta R-3S chybiła i Nguyễn Nhật Chiêu schował się w chmurach, z których wyleciał próbując ostrzelać amerykanów z broni pokładowej. Przez przypadek na jego linii ognia znalazł się Nguyễn Văn Cốc, który przygotowywał się do odpalenia swojej drugiej rakiety. Pomimo uszkodzenia samolotu, Nguyễn zdołał go bezpiecznie doprowadzić do bazy.
- 7 października 1967 roku Nguyễn Văn Cốc uszkodził pociskiem R-3S amerykańskiego F-105F o numerze seryjnym 63-8330 z 13th TFS, który osłaniał atak bombowy na kolejową stację rozrządową. Maszyna zdołała utrzymać się jednak w powietrzu a załoga w składzie kapitan Joseph D. Howard i kapitan George L. Shamblee skierowała samolot w stronę Wietnamu Południowego. Nad Zatoką Tonkińską piloci zmuszeniu zostali do katapultowania się i obaj zostali bezpiecznie podjęci z morza przez śmigłowce ratownicze.
- 9 października 1967 roku Nguyễn Văn Cốc zestrzelił pociskiem rakietowym R-3S kolejnego Thunderchiefa z 388th TFW, który brał udział w ataku na stację kolejową. Trafiony F-105D o numerze seryjnym 60-0424 i nazwie własnej "Damm you Charlie Brown" zdołał jeszcze przelecieć około 25 km po czym jego pilot, major James A. Clements musiał się katapultować. Po wylądowaniu trafił do wietnamskiej niewoli.
- 18 listopada 1967 roku para MiG-ów 21, w której leciał Nguyễn Văn Cốc ostrzelała Thunderchiefy z 388th TFW lecące zbombardować lotnisko w Phúc Yên. W zestrzelonym F-105F o numerze seryjnym 63-8295 zginęła jego załoga major Oscar M. Dardeau i kapitan Edward W. Lehnhoff (Leinhoff).
- 20 listopada 1967 roku Nguyễn Văn Cốc kolejny raz uszczuplił 388th TFW o następnego F-105D. Tym razem była to maszyna biorąca udział w nalocie na most w Lang Lau o numerze seryjnym 61-0124 z 469th TFS. Pilotujący maszynę kapitan William W. Butler zdołał się katapultować, ale po opadnięciu na ziemię trafił do niewoli.
- 19 grudnia 1967 roku Nguyễn Văn Cốc zgłosił zestrzelenie kolejnego Thunderchiefa, jednak tego dnia Amerykanie nie zanotowali straty żadnego ze swoich samolotów.
- 3 lutego 1968 roku Nguyễn zestrzelił myśliwski Convair F-102 Delta Dagger z 509th Fighter Interceptor Squadron. Zadaniem stacjonujących w Wietnamie maszyn F-102 była osłona amerykańskich baz przed wietnamskimi nalotami bombowymi (które jednak podczas trwania całego konfliktu nigdy nie nastąpiły). W tym dniu para F-102 osłaniała operujące nad Laosem powietrzne tankowce. W pewnym momencie porucznik Wallace L. Wiggins, lecąc samolotem o numerze seryjnym 56-1166 na wysokości około 11 000 metrów, poinformował swojego prowadzącego, majora A. L. Lomaxa o kłopotach ze sterowaniem swoim samolotem. Lomax zbliżył się do samolotu Wigginsa, aby obejrzeć jego maszynę. Jakież było jego zdziwienie, kiedy ujrzał źródło kłopotów kolegi. W kadłubie samolotu Wigginsa tkwił kierowany pocisk rakietowy. Kiedy obaj piloci skierowali swoje samoloty w stronę Laosu, amerykańskie maszyny zostały powtórnie zaatakowane przez wietnamską parę MiGów, za sterami jednego z nich siedział Nguyễn. Tym razem Amerykanie nie dali się zaskoczyć i samolot pilotowany przez Lomaxa wystrzelił w kierunku Wietnamczyków trzy rakiety AIM-4D Falcon. Pociski nie osiągnęły celu, ale uniemożliwiły Wietnamczykom przeprowadzenie skutecznego ataku. Co prawda wystrzelili oni również swoje pociski, ale i te okazały się niecelne. Gdy Lomax zawrócił w stronę swojego skrzydłowego, zobaczył opadającą ku ziemi kulę ognia. Prawdopodobnie podczas wykonywania uników przed nadlatującymi rakietami przeciwnika, eksplodowała głowica tkwiącej w kadłubie rakiety. Porucznik Wiggins zginął w szczątkach swojego F-102 i był to jedyny Delta Dagger zestrzelony podczas trwania całego konfliktu w Wietnamie.

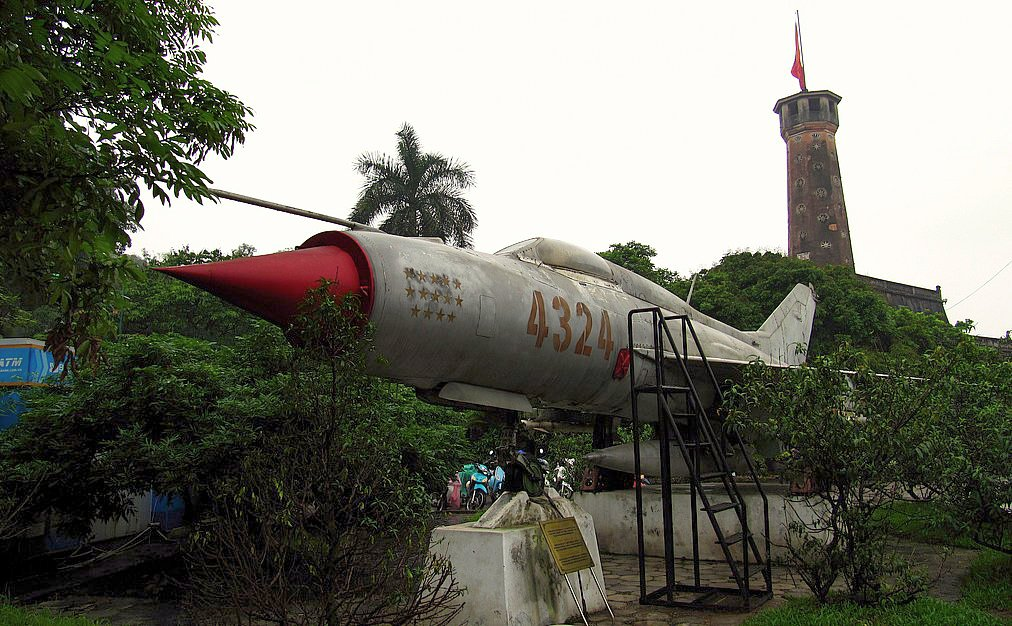
MiG-21PF o numerze bocznym 4324, na którym co najmniej dziewięciu wietnamskich pilotów (wśród nich i Nguyễn Văn Cốc) w okresie od listopada 1967 roku do maja 1968 uzyskało czternaście zwycięstw powietrznych

- 7 maja 1968 roku trzy pary myśliwskich MiG-21 zostały poderwane w powietrze w celu przechwycenia amerykańskich maszyn nadlatujących od strony morza. Para, w której leciał Nguyễn, została bezskutecznie ostrzelana przez własną artylerię przeciwlotniczą. W maszynie Nguyễna kończyło się paliwo i postanowił on wracać na lotnisko w Thọ Xuân. W tym momencie przed dziobem samolotu pojawił się pojedynczy F-4B Phantom II. Był to należący do Fighter Squadron 92 (VF-92) F-4B o numerze seryjnym 151485 z lotniskowca USS "Enterprise", który powracał na swój okręt z powodu usterki radaru. W kierunku amerykanów Nguyễn wystrzelił dwa pociski rakietowe. Trafiona maszyna rozbiła się w morzu, ale załoga w składzie E. S. Christiansen i W. A. Kramer zdołała bezpiecznie się katapultować. Pilotów podjęły z morza śmigłowce ratownicze. Był to jedyny samolot United States Navy zestrzelony przez Wietnamczyka.
- W grudniu 1969 roku Nguyễn zestrzelił dwa bezpilotowe aparaty latające AQM-34 Firebee.

1 listopada 1968 roku Amerykanie wstrzymali naloty na cele w Wietnamie Północnym by powrócić do nich w okresie od maja 1972 roku do stycznia 1973. Nguyễn Văn Cốc nie brał już wówczas udziału w walkach. Awansowany do stopnia podpułkownika zajął się szkoleniem pilotów.